# Мато Ерговић
Мате Ерговић (Нови Микановци, 11. јануар 1927 — Загреб 7. мај 2013) био је хрватски позоришни, телевизијски и филмски глумац.

## Биографија
Мате Ерговић рођен је у Новим Микановцима поред Винковаца. Изузетно упечатљив епизодни карактерни глумац и комичар, стаменог држања и рурарног наступа, одиграо је бројне (углавном епизодне) улоге на филму, ТВ и у позоришту. Почео се бавити глумом у Винковцима, у Градском позоришту, да би касније цео свој радни век провео у казалишта Гавелла (пре Драмско позориште). Познат по профилисаним Миниатуре у ТВ серијама (Вело мисто, У регистратури, Мачак под шљемом и др) и драмама.

## Филмографија

### Филмови
- Ту (2003) целовечерњи играни
- Маршал (1999) целовечерњи играни
- Чудновате згоде шегрта Хлапића (1997.) целовечерњи анимирани
- Сокол га није волио (1988.) целовечерњи играни
- Антиказанова(1985)
- Амбасадор (1984.) целовечерњи играни
- Сервантес из Малог Миста (1982) целовечерњи играни
- Човек кога треба убити (1979.) целовечерњи играни
- Мећава (1977) целовечерњи играни
- Хајдучка времена (1977.) целовечерњи играни
- Сељачка буна 1573 (1975.) целовечерњи играни
- Лов на јелене (1972.) целовечерњи играни
- Хитлер из нашег сокака (1975.) целовечерњи играни
- Представа 'Хамлета' у Мрдуси Доњој (1974.) целовечерњи играни
- Депс (1974.) целовечерњи играни
- Кужиш стари мој (1973.) целовечерњи играни
- У гори расте зелен бор (1971.) целовечерњи играни
- Дружба Пере Квржице (1970.) целовечерњи играни
- Љубав и понека псовка (1969.) целовечерњи играни
- Царево ново рухо (1961.) целовечерњи играни
- Влак без возног реда (1959.) целовечерњи играни
- Свога тела господар (1957.) целовечерњи играни
- Опсада (1956.) целовечерњи играни

### ТВ драме и серије
- Дуга мрачна ноћ (2005.) ТВ
- Птице небеске (1989.) ТВ
- Хилдегард (1983) (ТВ)
- Вело мисто (1981.) ТВ
- Човик и по (1974.) ТВ
- Клупа у Јурјевској (1972.) ТВ
- Наше мало мисто (1970.) ТВ

## Позоришне представе
- АМАДЕУС, Премијера: 28. маја 1981, Редитељ: Желимир Месарић
- АРДЕН ОД Феверсхам, Премијера: 05. октобра 1969. Редитељ: Томислав Радић
- ГЛОРИЈА, Премијера: 20. марта 1970, Редитељ: Божидар Виолић
- ГЛОРИЈА, Премијера: 21. октобра 1995, Редитељ: Петар Вечек
- КРАЉЕВО, Премијера: 10. октобра 1970, Редитељ: Дино Радојевић
- МАТИ, Премијера: 06. новембра 1957, Редитељи: Младен Шкиљан и Иван Шубић